# Lukáš Lhoťan
Lukáš Lhoťan (* 8. července 1980, Čeladná) je zakladatel nevládní organizace Česko-muslimského institutu (již neexistujícího), nakladatel, bývalý ortodoxní muslim a pro-palestinský aktivista. Až do jeho zrušení byl Lhoťan redaktorem dezinformačního serveru Eurabia.cz, kde mj. publikoval i Adam B. Bartoš, aktivista známý svými antisemitskými a extremistickými názory.
Podle časopisu Týden je Lhoťan vyučeným truhlářem. V současnosti pracuje jako dělník v továrně na plasty Hanwha. V dospělosti odmaturoval na střední odborné škole ve Frýdku-Místku. Ve svých článcích se věnuje aktivismu na téma islám, migrace a multikulturalismus. Od dubna 2011 působí v obci Pstruží jako vydavatel. V roce 2012 byl zapojen ve filmovém projektu o menšinách.

## Působení v muslimské obci
K islámu konvertoval již v 15 letech.  V muslimském prostředí používal jméno Abdalláh. V roce 1998 v islámském centru ve Stuttgartu absolvoval čtyřměsíční vzdělávací kurs o islámu. Je absolventem opakovaných školení saúdskoarabské organizace World Assembly of Muslim Youth (WAMY) v ČR. V roce 2002 také absolvoval pouť do Mekky za peníze saúdské královské rodiny. Aktivním členem muslimské komunity v Brně byl v letech 1998–2012. Od roku 2009 do roku 2010 byl neoficiálním zaměstnancem Islámské nadace v Brně.

## Odchod od islámu
Podle tvrzení představitelů Islámské nadace v Brně po svém neúspěšném pokusu o získání vlivnější pozice v Islámské nadaci se začal vymezovat vůči jejím představitelům, což na veřejnosti odůvodňoval svým příklonem k liberálnímu islámu. Sám Lhoťan tato obvinění odmítá a tvrdí, že mu nikdy o získaní vlivné pozic nešlo a tvrzení představitelů Islámské nadace v Brně je snahou jej očernit V roce 2010 odešel z Islámské nadace v Brně a z Ústředí muslimských obcí. Na počátku roku 2012 Lhoťan veřejně oznámil opuštění islámu a přihlásil se ke katolické církvi. Uvádí, že se jako muslim svou tehdejší víru snažil pouze bránit. Jako muslim podal například žalobu na tehdejšího premiéra Miloše Zemana pro urážku islámu, který Zeman nazval anticivilizací a náboženstvím nenávisti. Za svůj nejzásadnější omyl považuje Lhoťan svoji někdejší představu, že by šlo otupit protiamerický, protižidovský a protievropský kurz ve struktuře kolem islámských nadací a Ústředí muslimských obcí a že většina obyčejných muslimů má zájem na tom, aby zde fungovaly skutečné umírněné organizace.

## Názory a postoje
Po svém odchodu z muslimského prostředí se Lukáš Lhoťan profiluje jako známý odpadlík od islámu. V rozhovoru pro časopis Týden obviňuje Lhoťan české muslimy z příklonu k radikálnímu islamismu a extremismu. Muslimská komunita v ČR vystupuje na veřejnosti umírněně, avšak interně šíří fundamentální formu islámu, čímž porušuje české zákony. Podle Lukáše Lhoťana jsou nejvyšší představitel českých muslimů Muneeb Hassan Alrawi a konvertita Lukáš Větrovec příznivci ortodoxního islámu, nejsou schopni reálného dialogu a jsou závislí na svých ideolozích a na saúdskoarabských sponzorech islámu a islamizace v ČR a upozaďují všechny, kteří mají jiný názor než oni. Muneeb Alrawi, předseda Ústředí muslimských obcí, však o Lhoťanovi pouze tvrdí: "Mstí se, je to případ pro psychiatra, chtěl být nejvýznamnějším konvertitou, ale nakonec tu skončil jako outsider, přišel i o svou židli, postával támhle v rohu." Některé z obvinění vznesených Lukášem Lhoťanem se postupem doby potvrdily. Například hlásání nenávisti k židům a proti demokracií v brněnské mešitě, kontakty představitelů Ústředí muslimských obcí s islámskými extremisty ze západní Evropy a muslimského světa[zdroj?] a pod.
Ve své brožurce z roku 2011 (a rozšířeném 3. vydáni z roku 2019) Islám a islamismus v České republice Lhoťan shrnuje své údajné poznatky z muslimského prostředí a upozorňuje na problematické případy radikálních projevů v rámci komunity, jakými bylo např. antisemitské kázání konvertity Lukáše Větrovce v brněnské mešitě z roku 2009 či kázání Muneeba Hassana Alrawiho o nenávisti a bití dětí z roku 2010.

## Kritika
V důsledku odchodu Lukáše Lhoťana z muslimské komunity a jeho kritiky islámu se vůči němu zvedla vlna nevole. Alrawi jej v roce 2014 charakterizoval jako „velkou nulu plnou nenávisti, komplexů a islamofobie a konspiračních teorií“. V roce 2012 nazýval Alrawi Lhoťana Jidášem. V době, kdy byl Lhoťan členem muslimské obce, patřil podle Alrawiho mezi ty nejradikálnější, ale muslimská obec se podle Alrawiho již všech radikálů zbavila. Někteří jeho známí z muslimských kruhů vyjadřovali po jeho rozkolu s muslimskou obcí názor, že byl mezi české muslimy nasazen jako agent.
Po svém odchodu od islámu Lhoťan navázal těsnou spolupráci s hnutím Islám v České republice nechceme včetně jeho bývalého představitele Martina Konvičky, ale záhy se od Konvičky distancoval a spolupráci s hnutím Islám v České republice nechceme silně omezil. Ve svém nakladatelství vydal Lhoťan Konvičkovi jeho knihu Sex, drogy a islám (2014).. Svého bývalého spolupracovníka Konvičku na svém blogu očerňuje a tvrdí, že jej potkal pouze "asi 3 -5 x v životě."

## Trestní oznámení
Podle iDnes.cz podal Lukáš Lhoťan v roce 2014 trestní oznámení kvůli knize radikálního islámského kazatele Bilala Philipse Základy tauhídu, kterou v roce 2012 vydala česká muslimská obec. Autor knihy Philips je znám svým ospravedlňováním sebevražedných atentátů jako legitimní součásti džihádu a podle americké vlády byl zapojen do prvního teroristického útoku na Světové obchodní středisko v roce 1993. Je řazen k salafistickým kazatelům, kteří usilují o vznik božího státu na základě islámského práva šaría.

## Monografie
Autorství monografií:
- Rozmanitostí proti předsudkům, 2012, ISBN 978-80-904932-2-3
- Islám a islamismus v České republice, 2011, ISBN 978-80-904932-1-6. [2. vydání v r. 2013, ISBN 978-80-904932-3-0.] [3. vydání v r. 2019, ISBN 978-80-907004-4-4.]
- Ježíš Kristus & islám Aneb islám a jeho vztah k Ježíši a křesťanství, 2014, ISBN 978-80-904932-4-7
- Arménský holocaust: sto let od plánované genocidy arménského národa 1915-2015. Vydání první. V Pstruží: Lukáš Lhoťan v Pstruží, 2015. 88 stran. ISBN 978-80-906030-0-4.
- Eurabia: mýtus nebo realita budoucnosti?. Vydání: první. V Pstruží: Lukáš Lhoťan, 2015. 104 stran. ISBN 978-80-906030-3-5.
- Cestujeme po Turecku - Kemer, Phaselis, Myra (Demre), Pamukkale, Olympos, Antalya, Alanya. Vydání první. V Pstruží: Lukáš Lhoťan, 2019. 155 stran. ISBN 978-80-907004-6-8